# Lepismium cruciforme
Lepismium cruciforme là một loài thực vật có hoa trong họ Cactaceae. Loài này được (Vell.) Miq. mô tả khoa học đầu tiên năm 1838.

## Hình ảnh

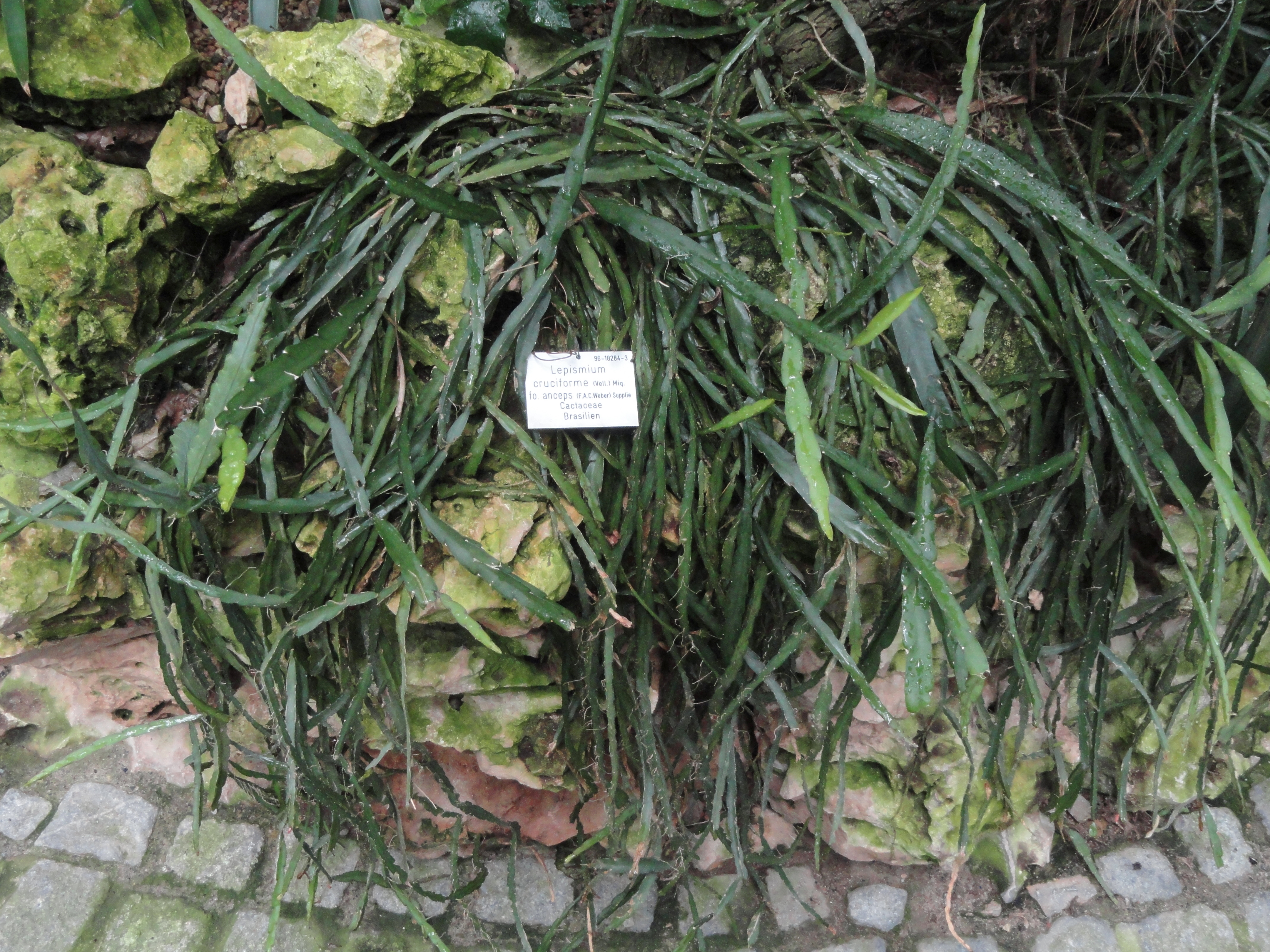